# XXV обикновено народно събрание
Двадесет и петото обикновено народно събрание (XXV ОНС) е народно събрание на Царство България, заседавало от 24 февруари 1940 до 23 август 1944, брой депутати – 160. XXV е закрито след Деветосептемврийския преврат от 1944 г., когато Отечественият фронт начело с Кимон Георгиев съставя правителство, което в противоречие с Търновската конституция чрез декрет разпуска Народното събрание.
След Деветосептемврийския преврат 129 от 160-те депутати в XXV ОНС са съдени от т.нар. „Народен съд“, като 67 са осъдени на смърт, а други 23 – на доживотен затвор.

## Избори
Изборите за XXV ОНС са насрочени с указ на цар Борис III № 180 от 24 октомври 1939 г., като са проведени на различни дати в различните части на страната:
- 24 декември 1939 г. – в Шуменска област;
- 14 януари 1940 г. – в Бургаска и Плевенска област;
- 21 януари 1940 г. – в Пловдивска и Врачанска област;
- 28 януари 1940 г. – в Софийска и Старозагорска област.

Избирателната активност е 67,2% или 2 175 163 души. Както и в предишното XXIV ОНС отново безпартийните печелят победа. Избрани са общо 160 народни представители. Опозицията спечелва 8 места, от които 5 са за БЗНС. От своя страна БКП печели 10 места.

## Място
Заседанието се провежда в сградата на Народното събрание в София.

## Сесии
- I редовна (24 февруари – 5 юни 1940)
- I извънредна (20 – 23 септември 1940)
- II редовна (28 октомври 1940 – 28 май 1941)
- II извънредна (9 – 16 юни 1941)
- III извънредна (3 – 6 септември 1941)
- III редовна (28 октомври 1941 – 28 март 1942)
- IV извънредна (22 юни – 2 юли 1942)
- IV редовна (28 октомври 1942 – 28 март 1943)
- V извънредна (20 – 23 юли 1943)
- VI извънредна (3 – 11 септември 1943)
- V редовна (28 октомври 1943 – 25 март 1944)
- VII извънредна (17 – 23 август 1944)

## Бюро

### Председатели
- Никола Логофетов (24 февруари 1940 – 16 май 1941)
- Христо Калфов (16 май 1941 – 23 август 1944)

### Подпредседатели
- Никола Захариев (Първи подпредседател)
- Димитър Пешев (Подпредседател)